# Ilex gardneriana
Ilex gardneriana ist eine seltene Pflanzenart aus der Gattung der Stechpalmen (Ilex). Sie ist endemisch im Nilgiri-Gebirge im indischen Bundesstaat Tamil Nadu.

## Beschreibung
Ilex gardneriana ist ein Strauch oder kleiner Baum, dessen Wuchsform an der Basis kriechend und dann allmählich aufgerichtet ist. Die Borke ist fast glatt.
Die Laubblätter sind in Dreiergruppen angeordnet. Die Blattspreiten sind bei einer Länge von 5 bis 7,6 Zentimetern lanzettlich-eiförmig mit rundlicher Basis und sie sind auf beiden Seiten zugespitzt. Der Blattrand ist spitz gezackt.
Die Blütezeit ist von Januar bis Februar. Die Blüten stehen einzeln oder in einem doldigen Blütenstand. Die 1,2 Zentimeter langen Blüten sind fünfzählig mit doppelter Blütenhülle. Es gibt fünf rosafarbenene Kelchblätter und fünf Kronblätter. Die Kelchblätter sind kürzer als die Kronblätter. Die vorderen, an der Spitze etwas gewölbten Kronblätter bilden einen fadenförmigen Sporn, der so lang ist wie die Blüte. Der obere Kronlappen sind kürzer als der vordere.
Die Kapselfrucht ist länglich, spitz und glatt.

## Vorkommen und Lebensraum
Ilex gardneriana wächst auf feuchtem Weideland an den Westhängen des Nilgiri-Gebirges.

## Status
Ilex gardneriana wurde im Jahre 1859 in einer Höhenlage von 1829 Metern am Sispara Ghat gesammelt. Eine intensive Suche in der Region im 20. Jahrhundert blieb erfolglos. Aus diesem Grund wurde die Art 1998 bei der IUCN als „Extinct“ = „ausgestorben“ eingestuft. Ein Bericht aus dem Jahr 2017 gibt jedoch an, dass die Art noch existiert und derzeit auf das Nilgiri-Gebirge in Höhenlagen von 1800 m beschränkt ist, wo sie extrem selten ist und möglicherweise vor der Ausrottung steht. Daher ist die Populationsgröße wahrscheinlich klein und wird auf weniger als 50 ausgewachsene Individuen geschätzt. Es werden weitere Informationen benötigt, um die Populationsgröße und Verbreitung dieser Art zu bestätigen.